# Gabriel Metsu

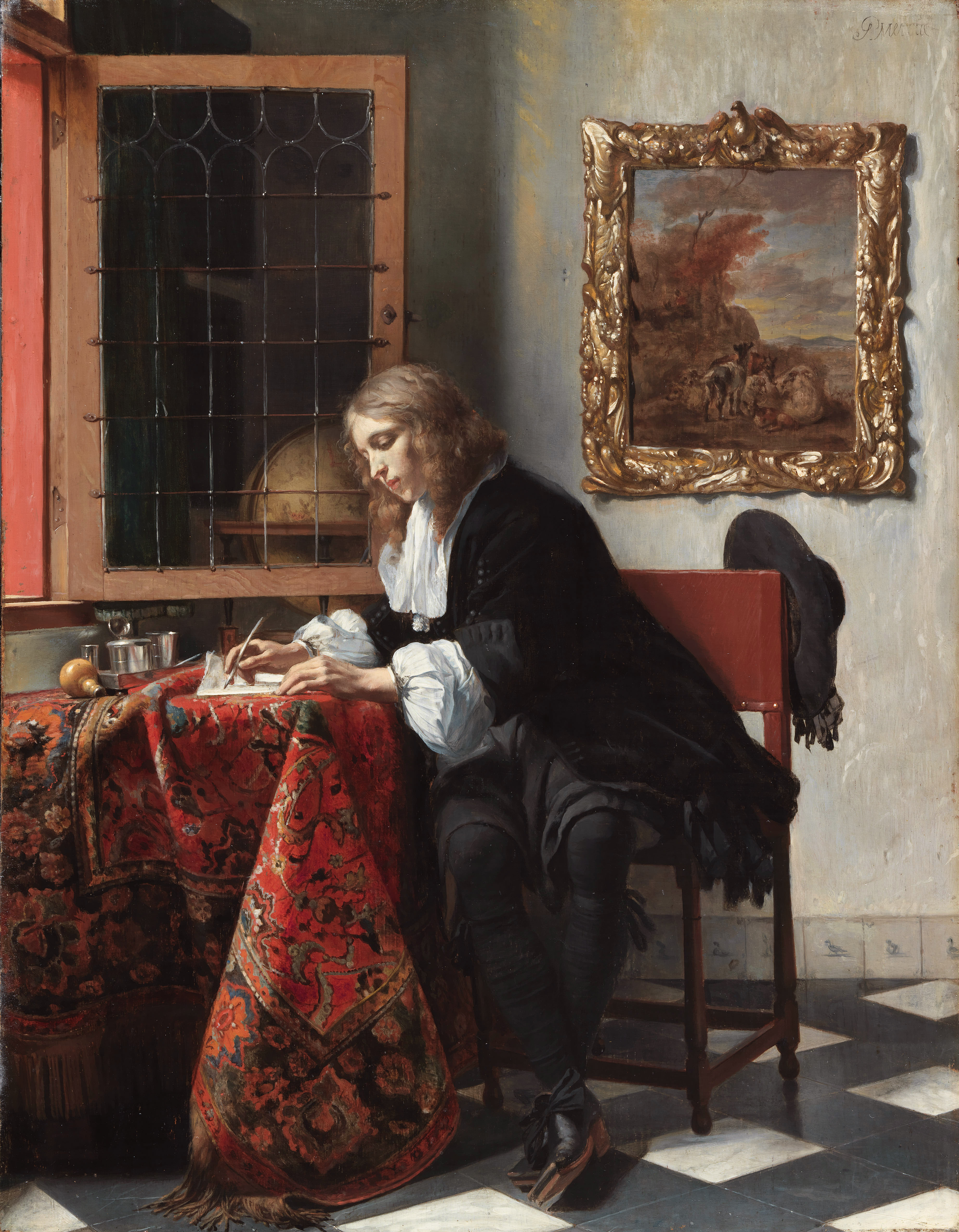
Gabriel Metsu: Briefschreibender junger Mann beim Fenster (1662–1665), National Gallery of Ireland, Dublin

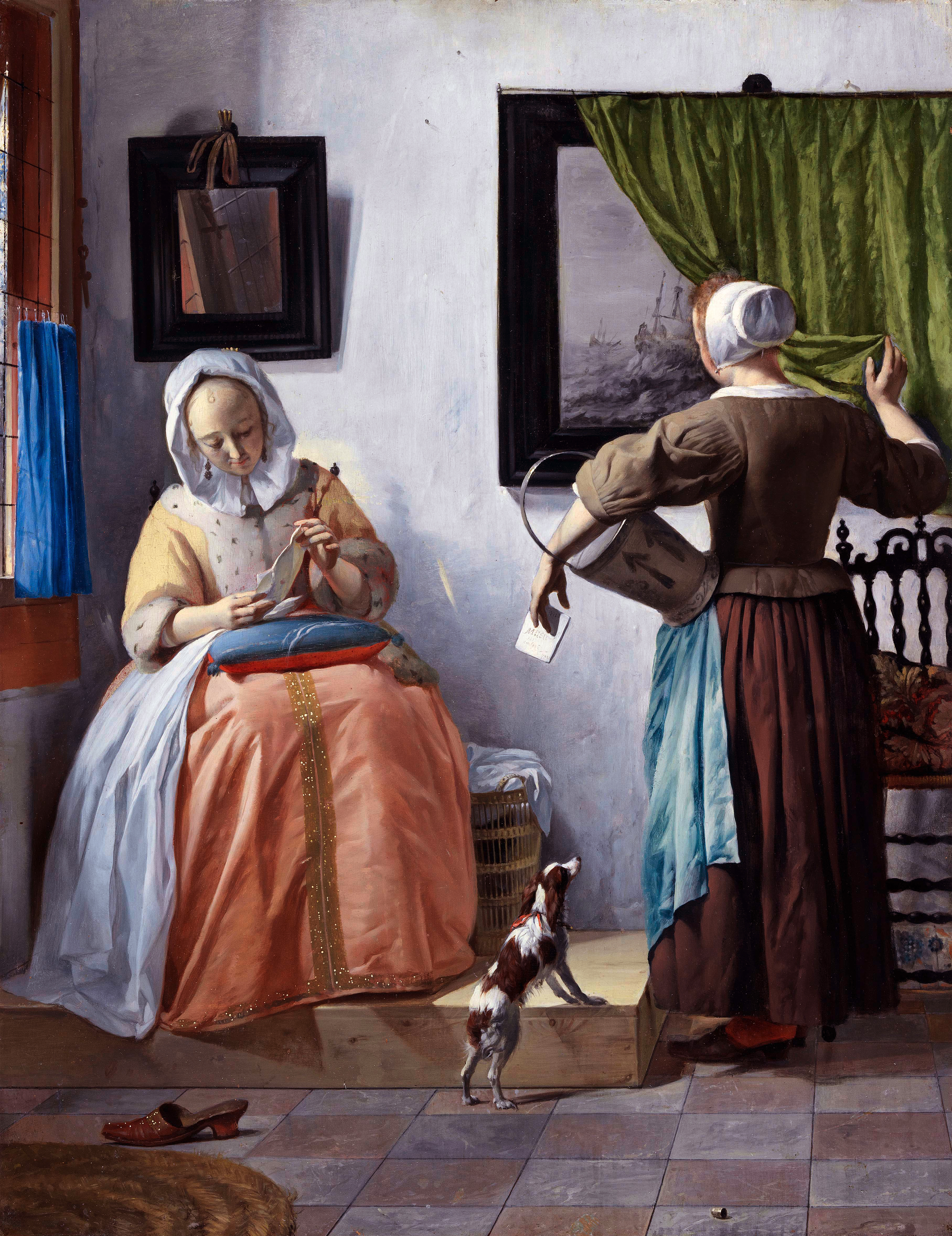
Gabriel Metsu: Dame beim Lesen eines Briefes (1665), National Gallery of Ireland

Gabriel Metsu (* Januar 1629 in Leiden; † 24. Oktober 1667 in Amsterdam) war ein niederländischer Maler.

## Leben
Gabriel Metsu war der Sohn des flandrischen Malers Jacques Metsu aus Belle. Sein Vater war schon verstorben, als Gabriel zur Welt kam. Gabriel Metsu war vielleicht Schüler von Gerard Dou oder Jan Steen. 1648, mit 18 Jahren, wurde Metsu von der Malergilde seiner Heimatstadt als Mitglied aufgenommen. Um 1655, nach dem Tod seiner Eltern, zog er nach Utrecht und lernte bei Jan Baptist Weenix und Nikolaus Knüpfer (1609–1655), einem Maler aus Leipzig. Zwei Jahre später ließ er sich in Amsterdam als freischaffender Künstler nieder. Dort lebte er in einer Gasse unweit des Gemüsemarktes. Wegen einer Nachbarin, die das Lärmen seiner Hühner nicht mochte, siedelte er um. Im Jahre 1658 heiratete er Isabella de Wolff, seine Schwiegermutter war die Malerin Maria de Grebber.
1659 erhielt Metsu das Bürgerrecht der Stadt Amsterdam. Als Maler bekam er mehrere Aufträge vom Tuchhändler Jan J. Hinlopen, der zu seiner Zeit ein wichtiger Sammler war. Metsu widmete sich zumeist der Genremalerei und schuf Sittenbilder und Konversationsstücke aus dem gehobenen bürgerlichen Leben, bisweilen mit humoristischer Auffassung, in klarer, weicher Farbgebung. Daneben malte er auch Porträts.

## Werke (Auswahl)

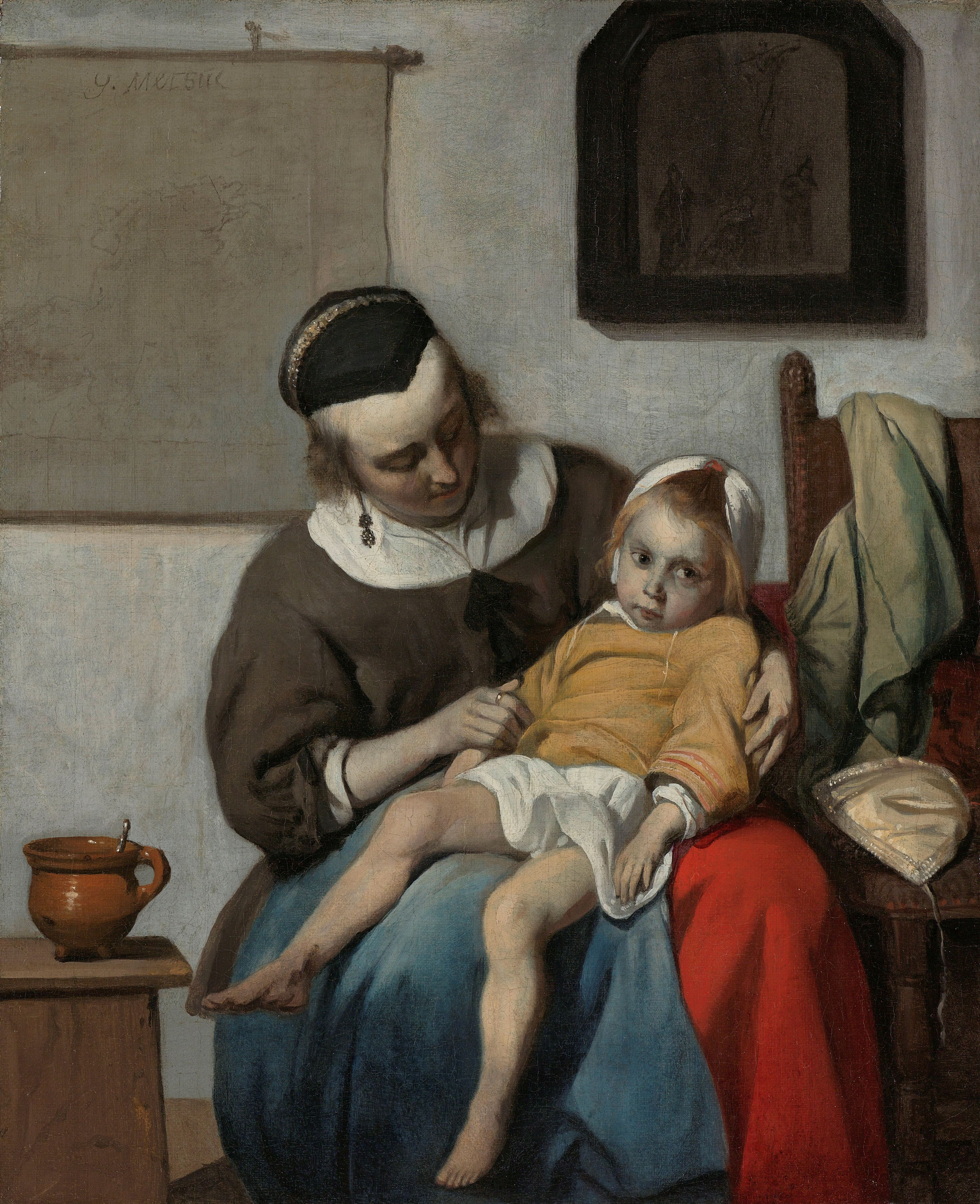
Das kranke Kind, 1660/1665, Rijksmuseum Amsterdam
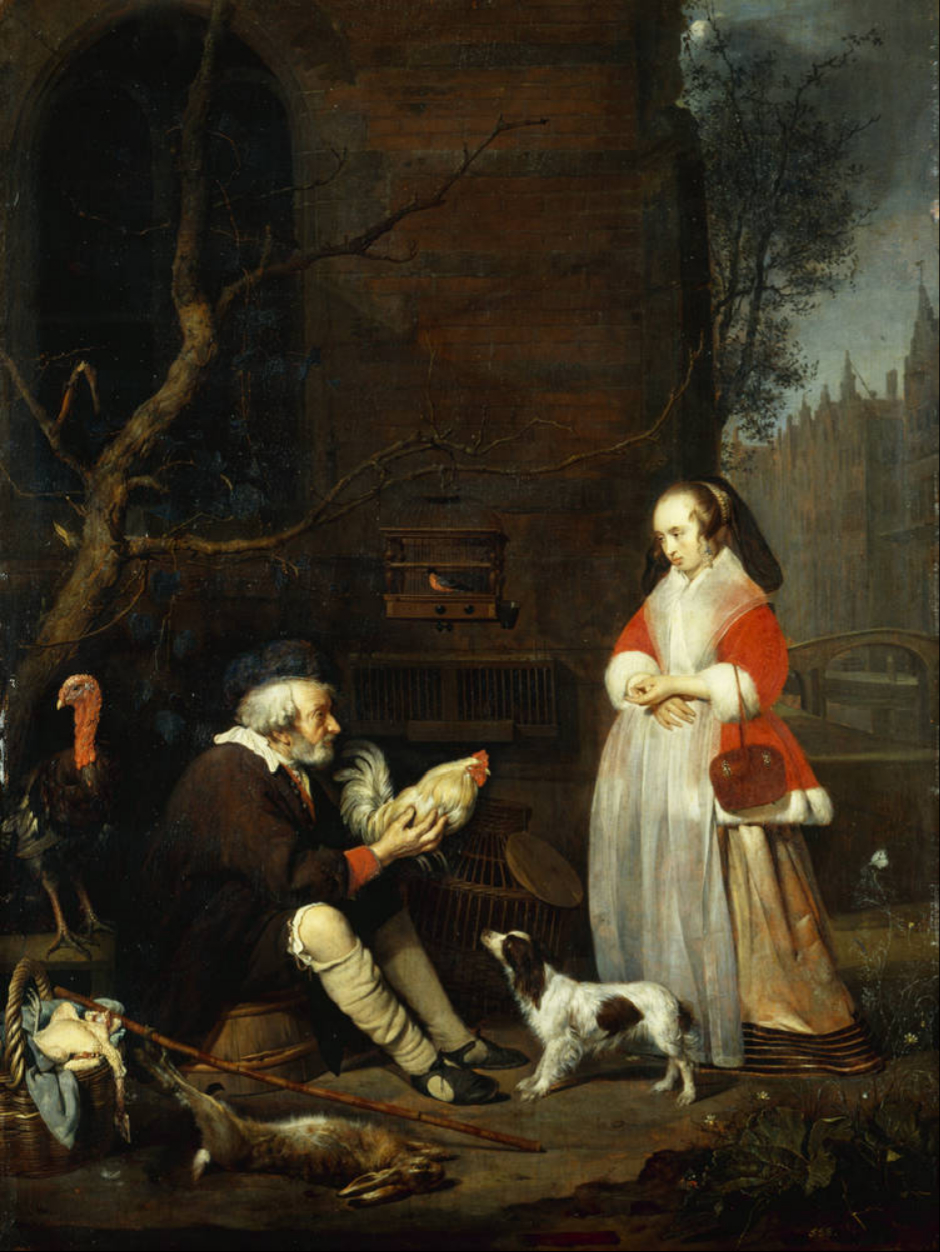
Geflügelverkäufer, 1662, Dresden, Gemäldegalerie Alte Meister
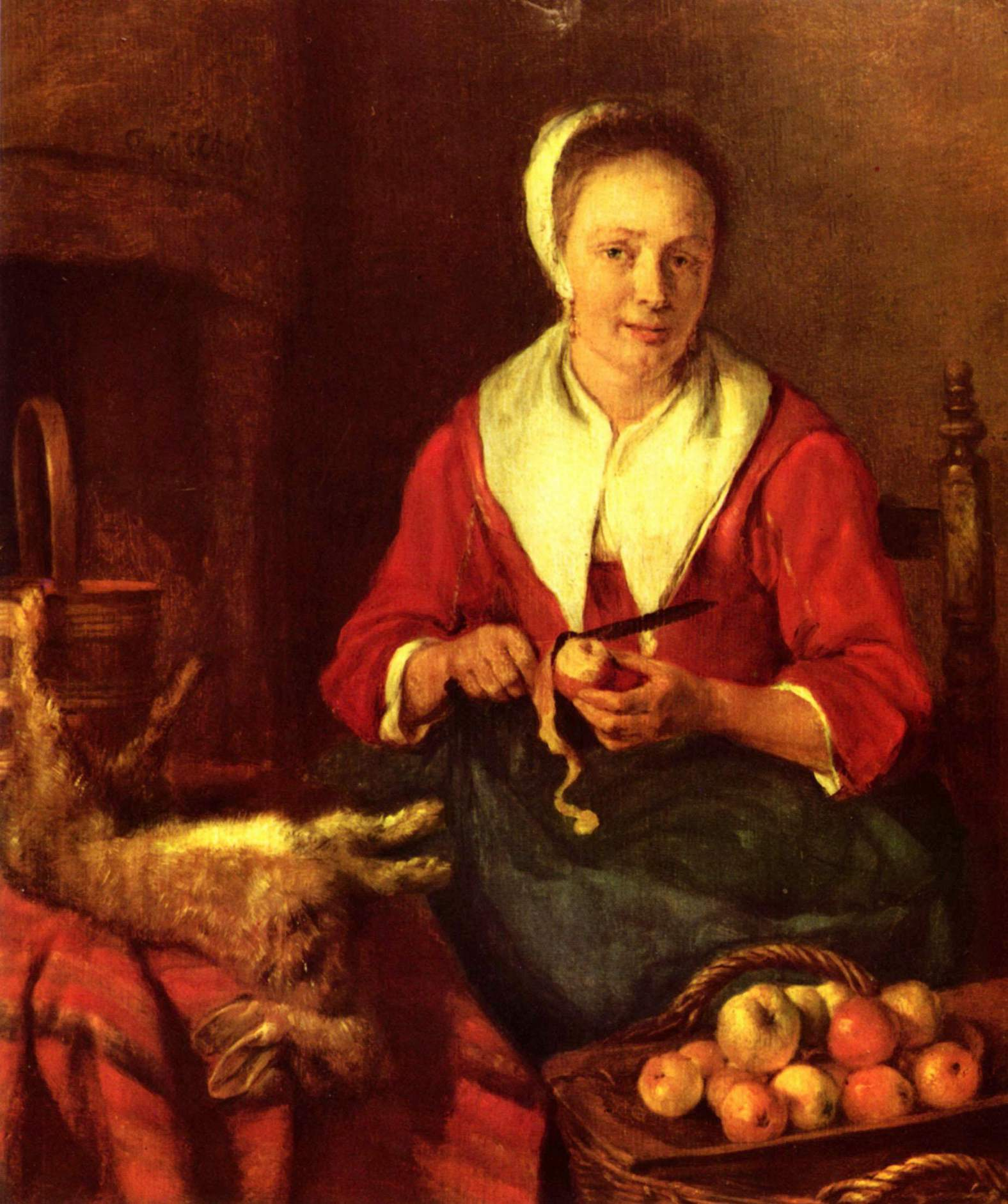
Die Apfelschälerin, 1660/1670, Paris, Musée du Louvre
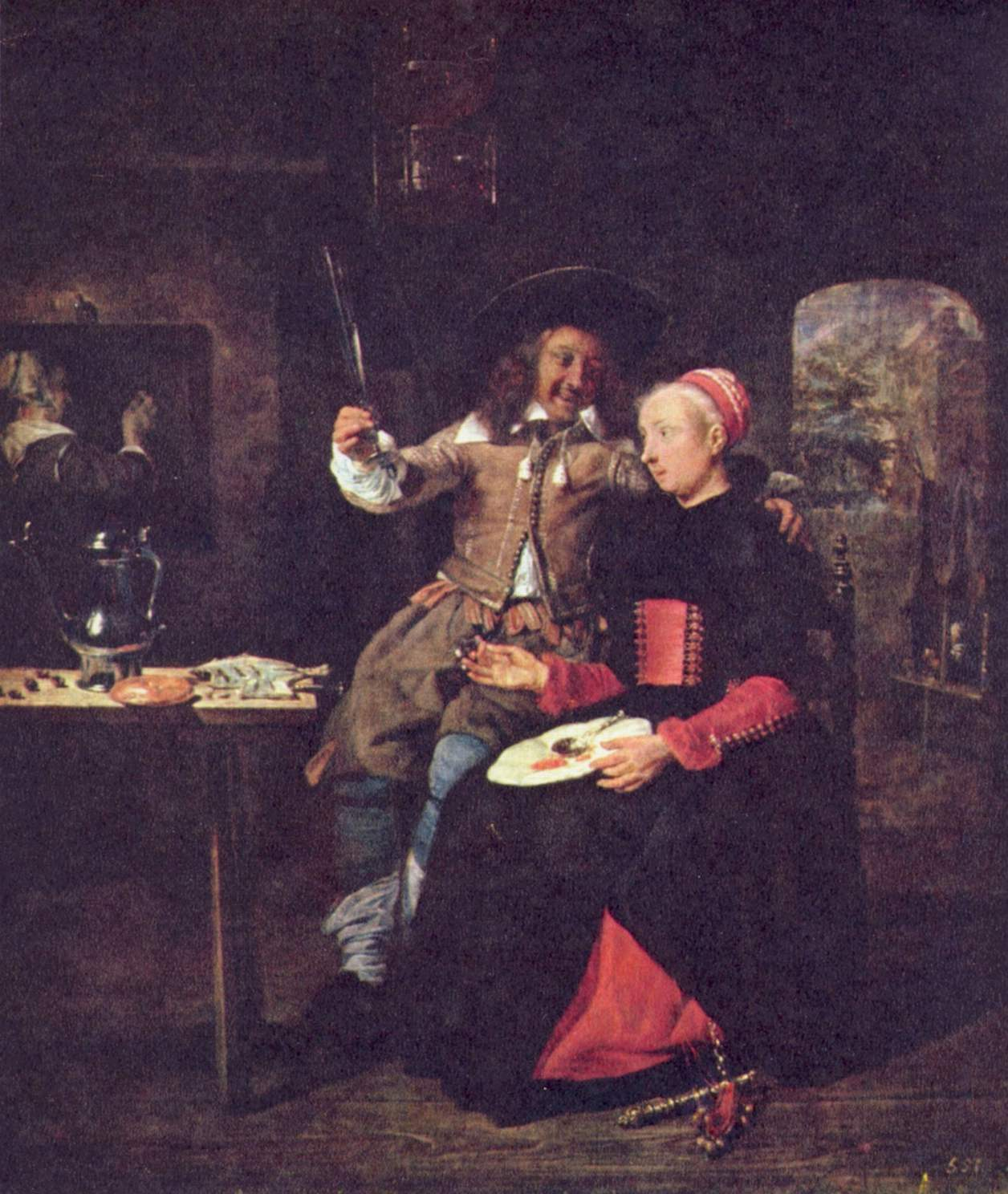
Der Maler und seine Frau beim Frühstück, 1661, Dresden, Gemäldegalerie Alte Meister

- Der Amsterdamer Gemüsemarkt
- Eine Dame am Klavier, 1660/1667, Rotterdam, Museum Boijmans Van Beuningen
- Frau mit Früchten
- Das Bohnenkönigsfest, 1650/1655, Gemäldegalerie Berlin
- Eine Köchin in der Speisekammer, München, Alte Pinakothek
- Der Hahnenverkäufer, 1662, Dresden, Gemäldegalerie Alte Meister
- Die Wildbrethändlerin und die Spitzenklöpplerin
- Die Musikfreunde
- Familie des Kaufmanns Hinlopen, 1662, Gemäldegalerie Berlin
- Porträt einer alten Frau
- Die Kranke mit dem Arzt
- Eine Köchin
- Porträt einer Dame, 1667, Minneapolis Institute of Arts[A 1][2]

## Ausstellungen (Auswahl)
- 2010: National Gallery of Ireland, Dublin[3]
- 2011: Rijksmuseum Amsterdam[4][5]
- 2011: National Gallery of Art, Washington, DC